# Grote Prijs Stad Zottegem 2002
Il Grote Prijs Stad Zottegem 2002, sessantasettesima edizione della corsa, si svolse il 20 agosto 2002 su un percorso di 154 km, con partenza e arrivo a Zottegem. Fu vinto dall'olandese Matthé Pronk della Rabobank davanti all'estone Janek Tombak e al neozelandese Gordon McCauley.

## Ordine d'arrivo (Top 10)
| Pos. | Corridore         | Squadra            | Tempo    |
| ---- | ----------------- | ------------------ | -------- |
| 1    | Matthé Pronk      | Rabobank           | 3h24'00" |
| 2    | Janek Tombak      | Cofidis            | a 37"    |
| 3    | Gordon McCauley   | RDM-Flanders       | s.t.     |
| 4    | Luke Roberts      | Team ComNet-Senges | s.t.     |
| 5    | Serge Baguet      | Lotto-Adecco       | s.t.     |
| 6    | Frédéric Amorison | Lotto-Adecco       | s.t.     |
| 7    | Roger Hammond     | Palmans-Collstrop  | s.t.     |
| 8    | Sven Nys          | Rabobank           | s.t.     |
| 9    | Geert Omloop      | Palmans-Collstrop  | a 52"    |
| 10   | Gert Vanderaerden | Palmans-Collstrop  | a 1'02"  |